# مجموعة البروتينات عديدة الأمشاط
مجموعة البروتينات عديدة الأمشاط (بالإنجليزية: Polycomb-group proteins)‏ هي عائلة من المركبات البروتينية اكتُشِفت لأول مرة في ذباب الفاكهة ويمكنها إعادة تنظيم وهيكلة بنية الكروماتين بحيث يحدث إسكات تخلقي للجينات. مجموعة البروتينات عديدة الأمشاط معروفة بإسكاتها لجينات النحت عبر تعديلات في بنية الكروماتين أثناء التخلق الجنيني في ذباب الفاكهة (ذبابة فاكهة شائعة).

## لدى الثدييات
لدى الثدييات، التعبير عن جين مجموعة عديد الأقماع مهم من عدة نواحي مثل تنظيم الجينات المتماثلة وتعطيل الصبغي إكس، توظيفه بواسطة الرنا إكسيست على الصبغي إكس المعطل، وتوظيفه بواسطة مركز تعطيل الصبغي إكس (Xic). يحفز بروتين خاتم الأصبع الخاص بعديد الأمشاط Bmi1 الخلايا الجذعية العصبية على التجديد الذاتي. الطفرات اللاغية (null mutants) في جينات مجموعة البروتينات عديدة الأمشاط لدى الفئران قاتلة للجنين في حين أن معظم الطفرات في جينات PRC1 يولد فيها الجنين حيا بطفرات متماثلة ثم يموت في المرحلة التالية للولادة. في المقابل يرتبط التعبير الزائد عن بروتين PcG مع حدة وانتشار العديد من أنواع السرطان. لب مركب PRC1 لدى الثدييات مشابه جدا لنظيره لدى الدروسوفيلا. يُعرف أن عديد الأقماع Bmi1 ينظم الموقع الصبغوي INK4 ‏(p16Ink4a ،p19Arf).
يتم تنظيم مجموعة البروتينات عديدة الأمشاط في مواقع الكروماتين ثنائية التكافؤ بواسطة مركبات SWI/SNF التي تمنع تراكم مركبات عديد الأمشاط عبر عملية إخلاء تعتمد على الـATP.